# John Thijm

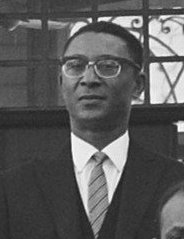
John Thijm in 1965

John Thijm (Paramaribo, 2 april 1916 – 31 mei 2007) was een Surinaams ambtenaar en politicus van de Nationale Partij Suriname (NPS).
Zijn vader George François Thijm (*1880) was aannemer van openbare werken. Zelf ging hij na de ambachtschool op 16-jarige leeftijd werken bij de irrigatiedienst die vanaf 1936 viel onder het departement van Openbare Werken en Verkeer. Vanaf toen was hij lange tijd werkzaam bij dat departement. In 1954 kreeg hij de kans om in Nederland een opleiding te volgen. Thijm studeerde een jaar aan de hts in Den Haag waarna een jaar stage volgde bij de Dienst Rijkswaterstaat. Terug in Suriname was hij als hoofdtechnisch ambtenaar nauw betrokken bij de Oost-Westverbinding. Dankzij een beurs van de International Road Federation kon hij begin jaren 60 een jaar studeren aan een universiteit in Ohio.
In 1963 werd hij namens de NPS minister van Openbare Werken en Verkeer in het eerste kabinet Pengel. Bij de parlementsverkiezingen van 1967 werd hij namens die partij verkozen tot lid van de Staten van Suriname en kort daarop keerde hij terug als minister Openbare Werken en Verkeer in het tweede kabinet Pengel. Dat kabinet viel in 1969 en bij de verkiezingen van dat jaar werd hij opnieuw verkozen tot Statenlid. Thijm was na zijn ministerschap technisch adviseur bij het Planbureau Suriname en later was hij daar directeur.
In 2007 overleed hij op 91-jarige leeftijd. Zijn echtgenote Lyvia Thijm-Richard werd in 1977 verkozen tot parlementslid.